# Russisch-Turkse Oorlog (1686-1700)
De Russisch-Turkse Oorlog van 1686 tot 1700 was de tweede van elf oorlogen tussen Rusland en het Ottomaanse Rijk en vormde tevens onderdeel van de Derde Heilige Liga of Grote Turkse Oorlog van 1683-1699. De oorlog maakte deel uit van een gezamenlijke Europese poging om de voortdurende agressiepolitiek van het Ottomaanse Rijk te doen stoppen.
De Russisch-Turkse oorlog begon nadat Rusland zich in 1686 had aangesloten bij de Europese anti-Turkse coalitie van Oostenrijk, Polen en de republiek Venetië. Tijdens de oorlog organiseerde het Russische Leger de Krimveldtochten (1687/1689) en de Azovveldtochten van 1695 en 1696. Toen Rusland zich opmaakte voor de oorlog tegen Zweden en de andere landen in 1699 de Vrede van Karlowitz tekenden met het Ottomaanse Rijk, sloot de Russische regering in 1700 de Vrede van Constantinopel met het Ottomaanse Rijk om zijn handen vrij te hebben voor de Grote Noordse Oorlog. Tijdens deze oorlog zou in 1710 de Derde Russisch-Turkse Oorlog uitbreken.
Russisch-Turkse Oorlog (1569-1570) · Russisch-Turkse Oorlog (1676-1681) · Russisch-Turkse Oorlog (1686-1700) · Russisch-Turkse Oorlog (1710-1711) · Russisch-Turkse Oorlog (1735-1739) · Russisch-Turkse Oorlog (1768-1774) · Russisch-Turkse Oorlog (1787-1792) · Russisch-Turkse Oorlog (1806-1812) · Griekse Onafhankelijkheidsoorlog (1821-1831) · Russisch-Turkse Oorlog (1828-1829) · Krimoorlog (1853-1856) · Russisch-Turkse Oorlog (1877-1878) · Kaukasusveldtocht (1914-1918)